# 燙手男人
《燙手男人》（英語：Man About Town）是一部2006年美國喜劇劇情片，由麥克·賓德執導兼編劇，班·艾佛列克、丽贝卡·罗梅恩、约翰·克里斯、白靈與傑瑞·奧康內爾主演。講述一位好萊塢頂級人才經紀人發現他的妻子在欺騙他，加上他的日記被一名記者刷掉，他發現自己輕鬆的生活受到威脅。
《燙手男人》於2006年2月7日在聖巴巴拉國際影展舉行全球首映，2007年2月13日美國DVD首映，但在其他國家或地區仍有院線上映。

## 演員
- 班·艾佛列克飾演傑克·傑摩洛（Jack Giamoro）
- 丽贝卡·罗梅恩飾演妮娜·傑摩洛（Nina Giamoro）
- 约翰·克里斯飾演普里金醫生（Dr. Primkin）
- 麥克·賓德（英语：Mike Binder）飾演莫蒂（Morty）
- 白靈飾演芭比·玲（Barbi Ling）
- 傑瑞·奧康內爾飾演大衛·李利（David Lilly）
- 吉娜·葛森（英语：Gina Gershon）飾演艾琳·克萊納（Arlene Kreiner）
- 哈沃德‧海斯曼（英语：Howard Hesseman）飾演班·傑摩洛（Ben Giamoro）
- 亞當·戈德堡飾演菲爾·巴洛（Phil Balow）

## 外部連結
- 互联网电影数据库（IMDb）上《燙手男人》的资料（英文）
- 爛番茄上《燙手男人》的資料（英文）
- 豆瓣电影上《燙手男人》的資料 （简体中文）
- Yahoo! Movies （页面存档备份，存于）
- AMC Filmcritic